# Cefalio
Cefalio es una estructura de lana colorida y brillosa que crece en algunas especies de cactáceas de las tribus Cereeae, Pachycereeae y Trichocereeae. El cefalio solo se formará después de que el cactus  inicia su reproducción al llegar a la fase adulta. El área donde ocurre la formación del cefalio se denomina la "zona florífera".  Una vez que la floración empieza los capullos florales se formarán del cefalio.
El cefalio más común y conocido es el de los cactus del género Melocactus y puede tener muchos colores y formas. 

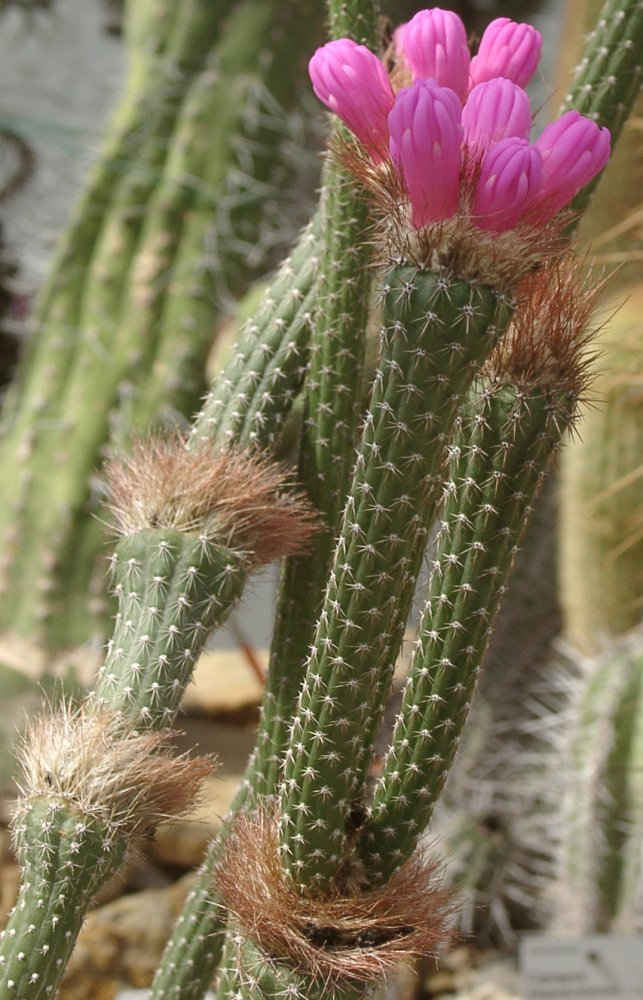
Cefalio de Arrojadoa penicillata.
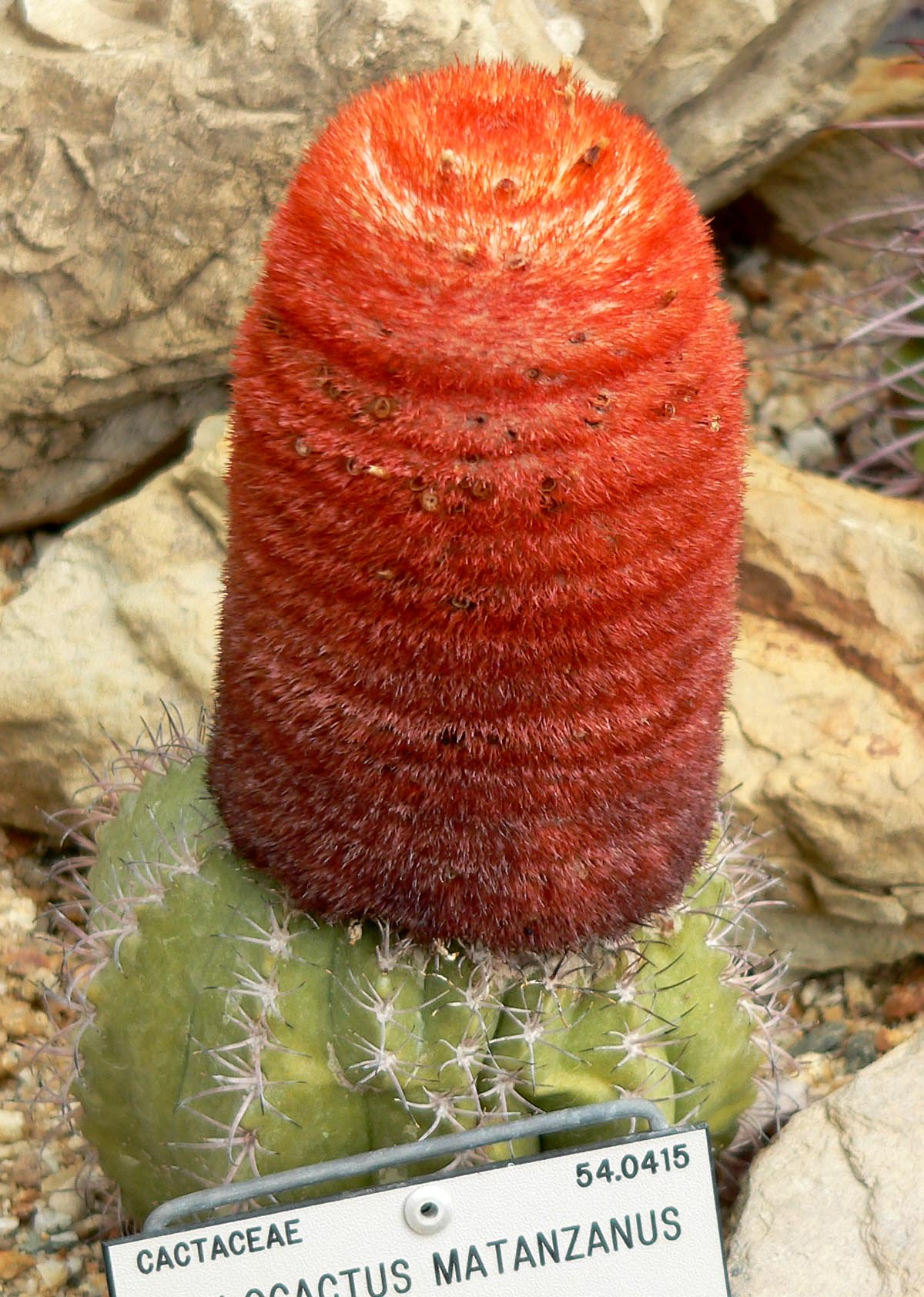
Cefalio de Melocactus matanzanus